# 잠 못 드는 이유 김소영입니다
잠 못 드는 이유는 김소영 아나운서의 진행으로 매일 새벽 2시부터 3시까지 MBC 표준FM에서 방송된 심야 라디오 프로그램이다. 2014년 MBC 라디오 가을개편으로 폐지된 보고 싶은 밤 구은영입니다의 후속프로그램으로 신설되었다.

## 코너
- 너와 나의 연결고리
- 불면의 역사

## 지역 자체방송
| 프로그램명.시간       | 방송지역                             | 방송국       | 진행자 | 주파수                 |
| --------------------- | ------------------------------------ | ------------ | ------ | ---------------------- |
| 음악이 있는 밤(월-금) | 대전광역시, 세종특별자치시, 충청남도 | 대전문화방송 | 박경량 | FM 92.5MHz, FM 91.3MHz |
| 낭만에 대하여(토-일)  | 대전광역시, 세종특별자치시, 충청남도 | 대전문화방송 | 박상희 | FM 92.5MHz, FM 91.3MHz |

## 정파
매달 첫번째주 월요일 새벽(일요일에서 월요일로 넘어가는 새벽)에는 MBC 라디오 정파로 인해 방송을 하지 않는다. (새벽 2시 ~ 4시 55분까지)